# Suat
Suat är ett förnamn av turkiskt ursprung som främst bärs av män. Namnets betydelse är av arabisk härkomst och betyder "lycklig".

## Personer som bär namnet
- Suat Arslanboğa (född 1978), turkisk fotbollsdomare
- Suat Aşani, (1916–1970) turkisk fäktare i OS
- Suat Atalık (född 1964), turkisk schackspelare
- Suat Hayri Ürgüplü (1903–1981), turkisk politiker
- Suat Kaya (född 1967), turkisk fotbollsspelare
- Suat Kılıç (född 1972), turkisk jurist, journalist och politiker
- Suat Mamat  (1930–2016), turkisk fotbollsspelare
- Suat Suna (född 1975), turkisk musiker
- Suat Türker (född 1976), turkisk-tysk fotbollsspelare
- Suat Yalaz (född 1932), turkisk serietecknare och regissör
- Ahmet Suat Özyazıcı (född 1936), turkisk fotbollsspelare